# Wachovia
Wachovia este o companie care oferă servicii financiare diversificate și al treilea grup financiar-bancar pe baza depozitelor din Statele Unite ale Americii.
În anul 2006 portofoliul instituției financiare a fost de 7,79 miliarde $.
Banca oferă servicii la nivel global prin intermediul a 40 de unități.
În octombrie 2008, banca americană Wells Fargo a preluat Wachovia pentru suma de 15,1 miliarde USD.
Fuziunea a fost încheiată în decembrie 2008.